# Totocalcio

Il logo del Totocalcio

Il Totocalcio (acronimo di Totalizzatore calcistico) è un concorso a premi istituito nel 1946 e attualmente gestito dalla SISAL, il cui obiettivo è la previsione degli esiti di 13 partite di calcio (14 dal 2003 al 2021). Per ogni singola partita inserita in schedina si deve marcare 1 se si pronostica la vittoria della squadra che gioca in casa, X se si prevede un pareggio, 2 se invece si prevede la vittoria della squadra ospite. Il montepremi è pari a circa un terzo del totale della somma giocata per il singolo concorso. Attualmente sono previste sei categorie di vincita: 1ª categoria (13 risultati esatti), 2ª categoria (11 risultati esatti), 3ª categoria (9 risultati esatti); 4ª categoria (7 risultati esatti); 5ª categoria (5 risultati esatti); 6ª categoria (3 risultati esatti). In mancanza di vincite di prima categoria (13 risultati esatti) il montepremi si accumula con quello del concorso successivo determinando così il jackpot del 13. Per ogni schedina, si può scegliere una sola modalità di gioco previste.
La giocata minima è di una colonna (due colonne fino al 2021) e quella massima di 8 192. Il costo di una colonna è pari a 1 euro (0,50 euro fino al 2021).

## Descrizione

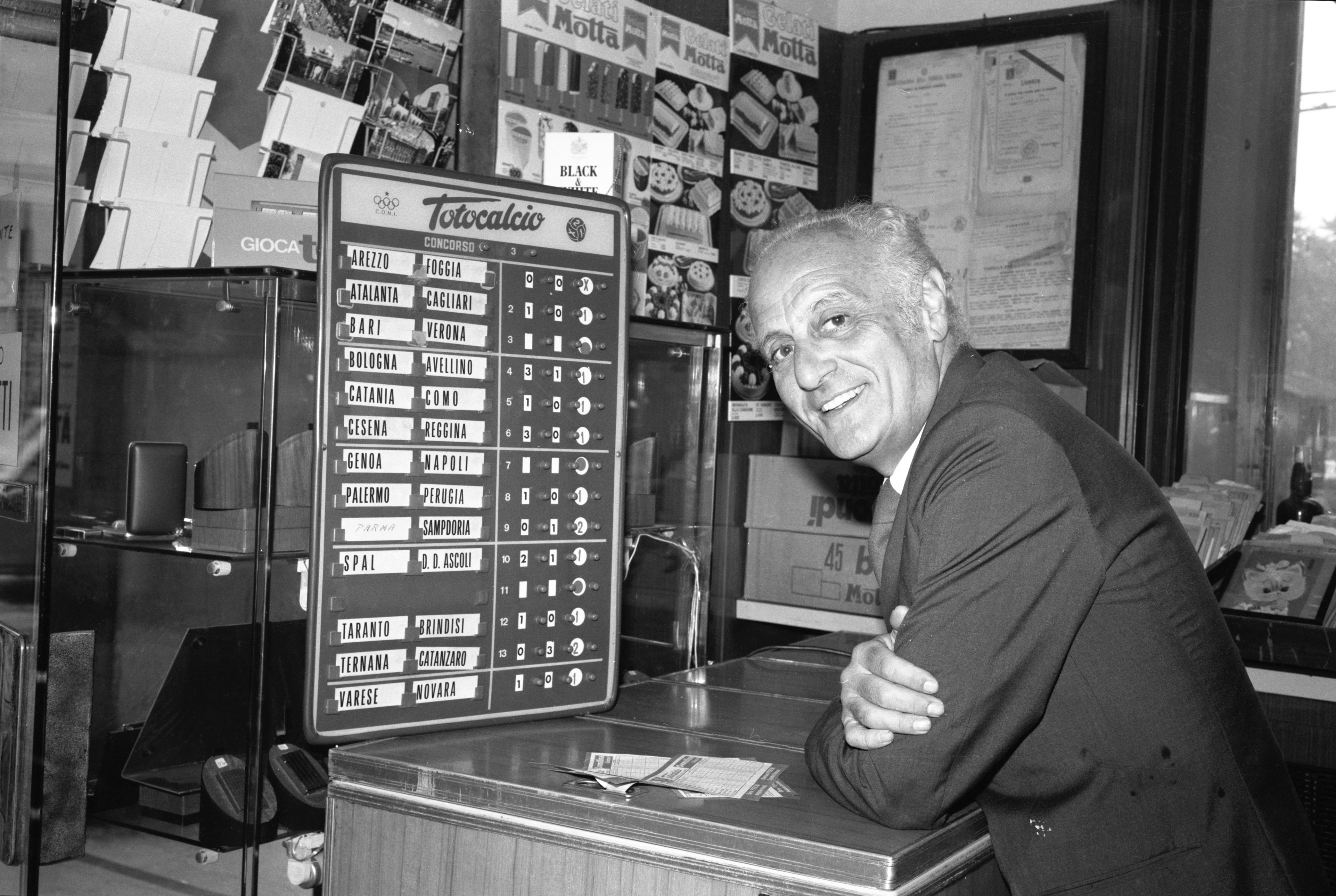
L'inventore del Totocalcio, il giornalista Massimo Della Pergola, in una ricevitoria di Milano (1973).

La versione originaria del gioco – promossa dalla SISAL nel 1946 – prevedeva una schedina articolata su 12 risultati, cui ne venne aggiunto un tredicesimo a partire dal 21 gennaio 1951: tale format rimase in vigore per oltre cinquant'anni, conoscendo l'inserimento di una quattordicesima colonna (rinominata «Tredicissimo») il 17 agosto 2003. Nel 1983 avvenne la meccanizzazione elettronica del gioco.
In occasione del Gran Premio degli Stati Uniti d'America 1985, per la prima volta, una gara del campionato mondiale di Formula 1 entrava nel concorso pronostici del Totocalcio. Terminate le gare di calcio il concorso, ribattezzato Totosport, verteva su pronostici, oltre che della massima categoria dell'automobilismo, anche sul risultato di gare di ciclismo. In merito ai pronostici della Formula 1, la schedina riportava il nome di uno dei piloti di alcune scuderie (in questo concorso Riccardo Patrese per l'Alfa Romeo, Nelson Piquet per la Brabham, Michele Alboreto per la Ferrari, Elio De Angelis per la Lotus, Niki Lauda per la McLaren, Patrick Tambay per la Renault e Keke Rosberg per la Williams): lo scommettitore avrebbe inserito nella colonna 1, qualora pronosticasse che il pilota giungesse primo o secondo, X, qualora pronosticasse un piazzamento al terzo o quarto posto, oppure 2, in caso di piazzamento oltre il quarto posto, o nessuna classificazione. In caso di mancata partenza, o di ritiro, il segno non sarebbe stato valido per la definizione della colonna vincente.
Le schedine giocate il 7 novembre 1993 in una ricevitoria di Crema fruttarono la vincita complessiva di 5 549 756 245 lire, essendo stati realizzati 3 «tredici» da 5 miliardi circa ciascuno; il 5 dicembre seguente si registrò invece il montepremi più alto di sempre, con 34 470 967 370 lire che superarono il precedente record di 34 199 207 682 stabilito il 24 novembre 1991.
Le puntate al Totocalcio concorrono a finanziare le attività del CONI, che il 14 aprile 1997 premiò i 50 anni del concorso con la Stella d'oro al merito sportivo.
A partire dal 1994, al Totocalcio si sono affiancati altri concorsi a pronostico legati al mondo del calcio, quali Totogol, Totosei e Totobingol (questi ultimi due giochi sono stati introdotti nell'estate del 1996 e poi aboliti nel 2003). Sia per l'abbondanza di concorsi legati al calcio che per la liberalizzazione delle scommesse sugli eventi sportivi, la popolarità del Totocalcio è andata scemando. L'introduzione di altri giochi a pronostici ormai più popolari e che distribuiscono montepremi più elevati, in particolare il Superenalotto, ha determinato un crollo del montepremi e del sostegno finanziario al CONI derivante da questo gioco.

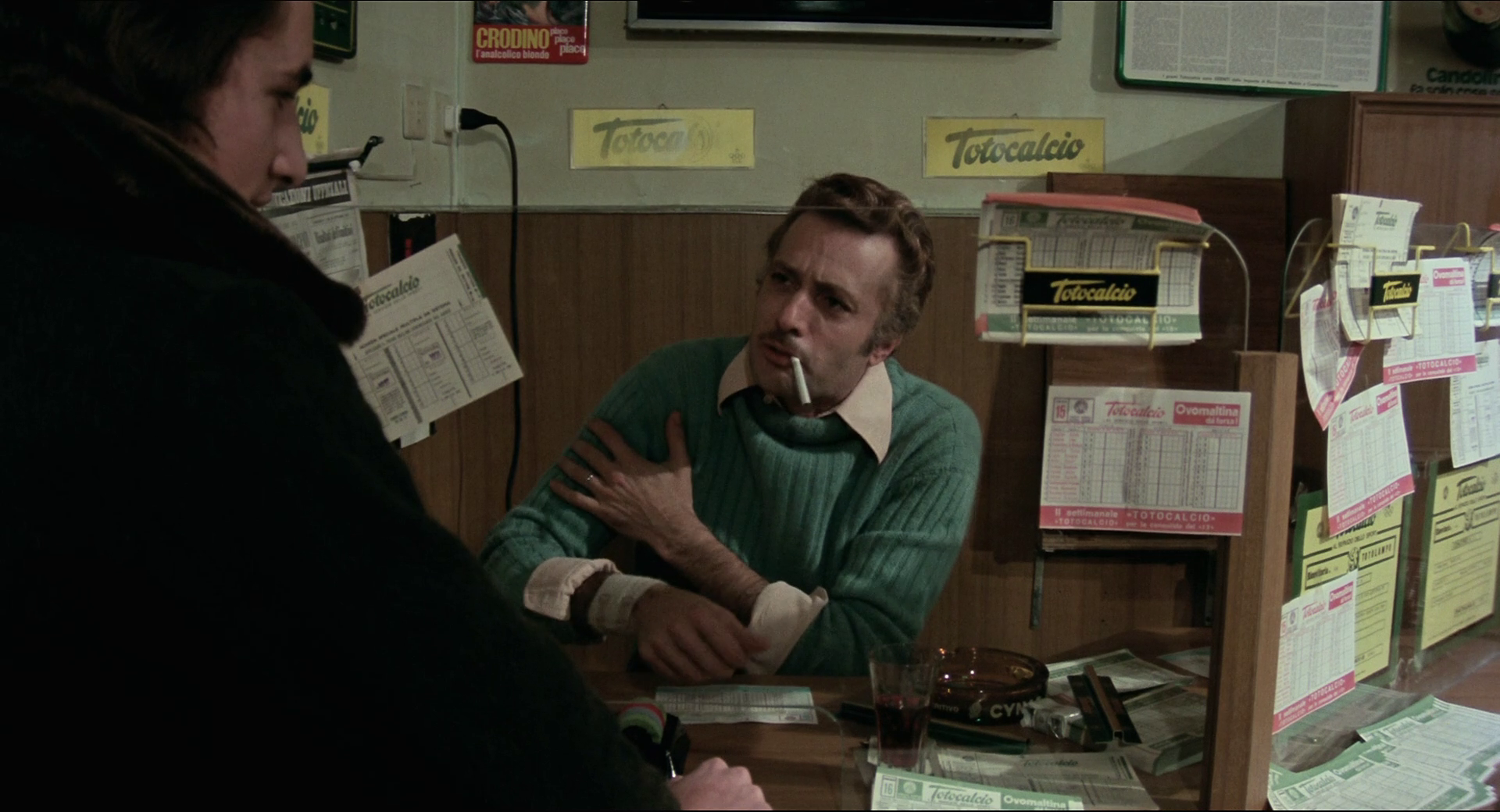
La ricevitoria Totocalcio di Guido Necchi nel film Amici miei di Mario Monicelli (1975)

Per i motivi suddetti, a partire dalla stagione 2003-2004 la formula del Totocalcio venne decisamente ritoccata: le partite da pronosticare passarono da 13 a 14, fu introdotto il concorso parallelo "Il 9" e furono liberalizzate le scommesse sulle partite dei campionati esteri e delle coppe europee (prima di allora si pronosticava principalmente su Serie A, Serie B, Serie C e la Coppa Italia, senza contare le partite dei tornei principali riservati alle Nazionali di calcio). Di conseguenza vennero istituiti ulteriori concorsi al mercoledì e al sabato, oltre a quello tradizionale della domenica; inoltre, se in precedenza il concorso veniva in genere sospeso durante il periodo estivo (a parte occasioni del tutto eccezionali) per via dei campionati italiani fermi, adesso si svolge regolarmente tutto l'anno, visto che alcuni campionati nazionali esteri si disputano anche d'estate.
Dall'11 ottobre 2004 le partite del Totocalcio furono abbinate al Totogol, quest'ultimo soppresso nel 2022.
Fino al 21 dicembre 2021 erano previste tre categorie di vincita: 1ª categoria (14 risultati esatti), 2ª categoria (13 risultati esatti), 3ª categoria (12 risultati esatti); in più vi era una categoria supplementare (9 risultati esatti), riservata per il concorso parallelo “Il 9” (in cui si poteva facoltativamente scommettere anche sull'esito delle sole prime 9 partite riportate in schedina). In mancanza di vincite di prima categoria (14 risultati esatti) il montepremi si accumulava con quello del concorso successivo determinando così il jackpot del 14.

### Prima schedina
La schedina del primo concorso SISAL, indetto il 5 maggio 1946, prevedeva (in ordine) 4 incontri del girone finale della Divisione Nazionale 1945-1946, 2 incontri del girone finale della Serie B-C Alta Italia 1945-1946 e i restanti 6 (più 2 di riserva) provenienti dalla Coppa Alta Italia. La giocata di una colonna costava 30 lire e il primo vincitore fu il romano Emilio Biasotti, che indovinando la combinazione esatta di quel concorso si aggiudicò 426 826 lire.
| N.                 | SQUADRA 1       | SQUADRA 2   | ESITO |
| ------------------ | --------------- | ----------- | ----- |
| 1                  | Inter           | Juventus    | 1     |
| 2                  | Torino          | Milan       | 1     |
| 3                  | Bari            | Napoli      | X     |
| 4                  | Livorno         | Roma        | X     |
| 5                  | Padova          | Vigevano    | X     |
| 6                  | Cremonese       | Alessandria | X     |
| 7                  | Como            | Genoa       | X     |
| 8                  | Sampierdarenese | Sestrese    | X     |
| 9                  | Legnano         | Novara      | 2     |
| 10                 | Bologna         | Piacenza    | 1     |
| 11                 | Cesena          | Modena      | 1     |
| 12                 | Venezia         | Mantova     | 1     |
| PARTITE DI RISERVA |                 |             |       |
| 1                  | Trento          | Verona      |       |
| 2                  | Seregno         | Biellese    |       |

### Nuova formula
A partire dal gennaio 2022 il gioco ha subìto una riformulazione, seguito dall'abolizione di Totogol, Il 9 e Big Match. Con questa nuova formula, il punteggio massimo per vincere è di 13 partite giocate divise in due palinsesti: otto partite obbligatorie da giocare e da un minimo di sette a un massimo di dodici partite opzionali.
Il giocatore, sulla schedina per poter vincere deve giocare su un pannello le gare obbligatorie più quelle opzionali a sua scelta, inoltre, oltre a "Il 13" esistono cinque categorie di vincita come segue:
- "Il 13" (otto obbligatorie più cinque opzionali a scelta dello scommettitore)
- 11 (sette obbligatorie più quattro opzionali a scelta dello scommettitore)
- 9 (sei obbligatorie più tre opzionali a scelta dello scommettitore)
- 7 (quattro obbligatorie più tre opzionali a scelta dello scommettitore)
- 5 (tre obbligatorie più due opzionali a scelta dello scommettitore)
- 3 (due obbligatorie più una opzionale a scelta dello scommettitore)

Per ogni combinazione, è prevista una sola categoria di vincita e in caso di mancata vittoria del montepremi massimo, il meccanismo di accumulo è lo stesso del jackpot.
Gli incassi saranno suddivisi in queste percentuali: montepremi (75%), punto vendita (8%), Sport e Salute (12%) e concessionario (5%).
Per ogni schedina si possono giocare dei sistemi, solo con la Formula 11 e con la Formula “Il 13”, selezionando più di un pronostico per uno o più eventi e/o inserire più eventi opzionali e rispettando il limite di 8 192 colonne.